# Fredrik Reuterdahl
Fredrik Reuterdahl, född 7 september 1835 i Malmö, död 1 januari 1903 i Stockholm, var en svensk stentryckare.
Han var son till Carl Fredrik Reuterdahl och Sofia Wilhelmina Wåhlin och gift första gången 1869 med Augusta Johanna Maria Drake af Hagelsrum och andra gången från 1882 med Sofia Georgina Hedvig Amalia Påhlman. Han var far till Henrik Reuterdahl. Han erhöll 1868 tillstånd att i Malmö utöva stentryckeri för tillverkning av kort och målat papper som 1873 utökades till ett boktryckeri. Han överflyttade sin verksamhet i slutet av 1870-talet till Stockholm.   